# منتخب الاتحاد السوفيتي لكرة القدم للسيدات
منتخب الاتحاد السوفيتي لكرة القدم للسيدات هو ممثل الاتحاد السوفيتي الرسمي في المنافسات الدولية في كرة القدم في فئة كرة القدم للسيدات.